# General Electric J31
Il General Electric J31 è stato il primo turbogetto prodotto in serie negli Stati Uniti negli anni quaranta.

## Storia

### Sviluppo
Il J31 fu sviluppato a partire dal prototipo I-A della General Electric a sua volta copia del motore a getto di Frank Whittle, il Whittle W.1. La grande esperienza accumulata dalla GE nel campo dei turbocompressori rese naturale la scelta della compagnia come responsabile dello sviluppo del nuovo motore inizialmente denominato I-16. La United States Army Air Forces in seguito, per standardizzare la nomenclatura dei vari progetti, decise di rinominarlo J31.
Fino al 1945 (anno in cui venne chiusa la linea di produzione), vennero costruiti 241 esemplari. Il progetto di questo motore fornì anche la base di partenza per la versione maggiorata I-40, da 4000 libbre di spinta, ma questa evoluzione venne poi assegnata in produzione alla Allison come J33.

### Tecnica
Era costituito da un compressore centrifugo a singolo stadio (ma che utilizzava due distinte giranti unite in modo da raddoppiare la portata), 10 camere di combustione a flusso inverso e una turbina assiale a singolo stadio.  L'I-16 forniva una spinta massima di 1650 libbre (da cui la sigla I-16) pari a 7,3 kN con un peso di 850 lb. Il progetto venne avviato nel gennaio del 1943, e nel luglio dello stesso anno un Bell P-59 Airacomet equipaggiato con due J31 ed un armamento completo raggiunse un'altitudine di 46700 piedi.

## Velivoli utilizzatori
Stati Uniti
- Bell P-59 Airacomet
- Ryan FR Fireball
- Ryan XF2R Dark Shark